# 王仲一
王仲一（1901年8月—1931年10月31日），曾名振一、振翼、震异，字壮飞。山西省天镇县小盐厂村人，中国共产党党员、早期领导人。

## 生平
祖父中过秀才，父亲王玉珂在本村开酒坊，四叔王五璇早年留学日本，后任山西省议会议员。早年与王振钧在本村上私塾，后就读于东井集的阳高县第二高等小学堂。高小毕业后，兄弟二人又一起考入大同第三师范学校。后王仲一转学到太原山西省立第三中学。1919年五四运动爆发。5月7日，3000多名爱国学生在太原文瀛湖公园集会，王仲一、贺昌、张友渔等进步青年在会上发表演说，发起组织省学联。学生们罢课游行，焚烧日货。不久，王仲一被派到北平搞联络工作，结识北京大学学生会干事高君宇和北京大学文学院学生会负责人罗章龙。8月，在高君宇支持下，王仲一、贺昌等人在太原创办《平民周报》。1921年春，王仲一去北大，经高君宇、罗章龙介绍，成为李大钊倡导创办的马克思学说研究会通讯会员。
1921年5月1日，在高君宇支持下，王仲一、贺昌等七人在太原一中秘密集会，成立太原地区社会主义青年团，王仲一被推举为第一任团小组长。为扩大影响，他们开办晋华书社，组织青年学会。1921年夏，王仲一以陪取生第一名考上清华大学留美预备部，但因从事革命活动，最终放弃留美的机会。同年秋天，中共北京大学支部批准王仲一转为中共党员。1921年底，王仲一以中国劳动组合书记部特派员的身份，先后到京绥、京汉、京奉、道清、津浦铁路和开滦、焦作煤矿做工人运动工作，参与创建长辛店铁路工人补习学校和俱乐部。1922年4月，到唐山从事交通大学的党建工作。
1922年5月，王仲一作为北方区代表，出席在广州召开的社会主义青年团第一次全国代表大会。会后秘密回到太原，发动大国民印刷所第一次罢工斗争。同年秋天，他到江苏省浦口镇帆厂开辟中共地下工作，与该厂机匠师傅王荷波、浦口车务段行车司事王国珍，组成江苏省第一个党小组——浦口党小组。10月，唐山铁路大厂厂方出动300多名警察镇压罢工工人；王仲一受北方区委派遣，从浦口赶往唐山，组织工人挫败了厂方计划，保证京奉路罢工。
在1923年二七大罢工中，王仲一以北方区工委代理书记的身份参加了罢工最高领导小组，与罗章龙、何孟雄、高君宇等驻守北京前门车站，负责郑州以北的联络工作，2月9日，他又赶到浦口，与津浦路工会主席王荷波发动了有数千名工人参加的浦口卧轨斗争，使津浦路南段交通中断，支援了京汉路大罢工。之后，党派王仲一到上海，任中共上海地方兼江浙区执行委员会委员。6月，他与徐梅坤作为江浙区代表，赴广州参加中国共产党第三次全国代表大会。会后回上海主抓工运。9月，到北平参加中共北方区民族工作委员会工作。参与创建北平蒙藏学校党组织，并多次到内蒙古地区开展革命活动。
1924年，王仲一受中共北方区委和中国劳动组合书记部派遣，到张家口开辟工作，他与何孟雄等人把张家口的党小组由1个扩至3个，创建了京绥铁路党支部。同年6月，主持成立丁张家口市工人俱乐部（即张家口市总工会前身）。后与江浩组织了张家口第一个地方党支部，王仲一任支部书记。1925年9月至10月期间，中共四届二中全会扩大会议决定成立中共张家口地委，肖三任地委书记，王仲一任组织部长，江浩任宣传部长。两月后，肖三调回北方区委，王仲一接任地委书记。这年冬天，王仲——获悉铁路工人已三月未发工资，便提出“要小米，饱肚子”的口号，直接领导工人的索薪斗争，并取得胜利。与此同时，张家口华北电灯公司工人也决定开展“反日增资”的斗争。王仲一代表电灯工会起草《罢工宣言》、《劳动互惠合同》，提交工人秘密讨论，并派代表与资方交涉，斗争迫使资方答应了工人的要求。1926年4月，他改任张家口地委组织部长兼工委书记。6月，地委抽调各业工会骨干130令人协助冯玉祥国民军西撤。王仲一在西撤途中被晋系军阀逮捕获释后。不久，李大钊根据中共中央指示，选择北方区一批骨干，支援武汉及南方数省工作。王仲一先到上海总工会，后调武汉中央局、湖北省委、汉口市委作宣传和工运工作。
1927年7月国共分裂，王仲一随周恩来到南昌，被派到贺龙率领的国民革命军第20军做政治工作，参加了南昌起义。不久，中央又派他到天津工作。9月，蔡和森主持召开顺直省委改组会议，王仲一任省委常委。会后，顺直省委根据北方局的“暴动计划”，举行了暴动。1928年6月，王仲一出席在苏联莫斯科召开的中国共产党第六次全国代表大会，被选为候补中央委员。1928年11月20日召开的中央政治局扩大会议认为，中共顺直地区的问题中，蔡和森、王仲一有责任，被分别开除出中央政治局和中央委员会。除蔡和森的处理因共产国际的反对而不能成立外，对王藻文、王仲一的处理得到1929年6月25日召开的六届二中全会的追认与批准。
1930年10月30日，中共中央开除王仲一党籍。1931年初，王仲一离开上海到天津。2月16日凌晨，他在天津三条石慈惠医院被捕，后被作为“匪魁”转解北平军法总处草岚子胡同监狱。10月31日，王仲—因病死于狱中。王仲一的遗体由其弟王振洲收敛，寄柩于北平西直门外广通寺。1949年北平解放后，在聂荣臻介入下，华北军区曾移灵至北京郊区烈士墓地。1958年，其妻李锦芬、女王琪密又扶柩迁返故里祖茔安葬。